# Sweat-shirt
Pour les articles homonymes, voir Sweat.

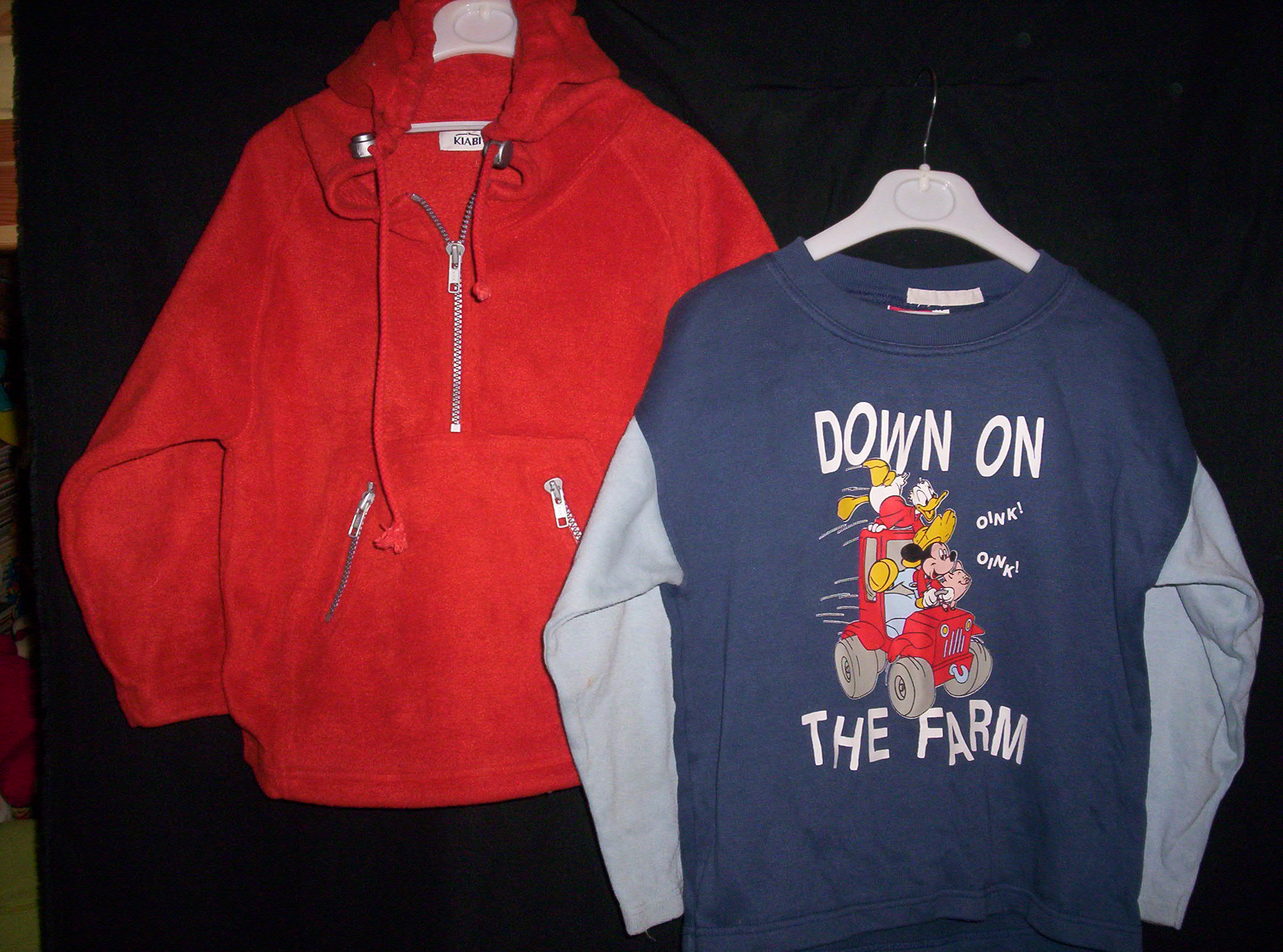
Exemples de sweat-shirt : à droite sans capuche avec motif ; à gauche avec capuche.

Un sweat-shirt, ou sweatshirt (de l'anglais : sweatshirt /ˈswɛt.ʃɜːt/), parfois raccourci en sweat (généralement prononcé  /swit/ par les francophones non canadiens), ou chandail à manches longues, ou encore coton ouaté au Canada francophone, est un vêtement popularisé dans les années 1990 par le style vestimentaire du streetwear. C'est une sorte de tee-shirt à manches longues. Il a une forme en « T » et s'enfile par l'encolure souvent élastique.

## Origines
Son nom vient de l'anglais : sweatshirt, qui peut se traduire en « maillot qui permet de transpirer ». C'est à l'origine un élément du vestiaire des sportifs américains avant et après l'effort. Il se substitue au chandail en laine utilisé jusqu'alors, moins résistant au lavage et plus lourd. Aucune marque ne réussit vraiment à imposer sa signature en tant que créatrice du premier sweat-shirt. Ainsi peut-on observer plusieurs prétendants au titre dont Fruit of the Loom, Jerzees, Russell Athletic ou encore Champion.

## Description
Ce qui différencie un sweat-shirt et un tee-shirt, c'est la matière et la forme. Un sweat-shirt est plus épais et plus ample qu'un tee-shirt. Toutefois, il existe des sweat-shirts à manches courtes.
Un sweat-shirt est un type de pull en jersey de coton épais qui peut être porté sur la tête. Le terme est parfois utilisé à tort pour les vestes qui elles sont caractérisées par un devant ouvert qui peut être fermé via des boutons, des crochets ou des fermetures à glissière.
Le sweatshirt peut comporter ou non une capuche. Le sweatshirt à capuche ou « hoodie » a été créé dans les années 1930 par la société « Champion Knitwear » de Rochester. Depuis, les hoodies (« capuches ») se classent en plusieurs catégories aux États-Unis : le casual hoodie (capuche portée par des personnalités médiatiques adoptant un look casual wear, avec notamment l’executive hoodie, capuche portée par les dirigeants d'entreprise) et l’urban hoodie (capuche perçue comme subversive, comme le révèle l'affaire Trayvon Martin en 2012),.
Le sweat est parfois pourvu de poches soit une large poche sur le devant dite « poche kangourou », soit deux poches sur les côtés dans la couture joignant le devant et le derrière. En Amérique du Nord, ce type de vêtement avec un capuchon s'appelle un kangourou ou aussi une cagoule en français acadien.
Les sweatshirts originaux étaient fabriqués à partir de métiers circulaires à mailleuses, ou « loopwheel » ou « Switzer ». Le corps du vêtement ainsi produit étant composée d’une seule pièce de jersey et ayant une forme tubulaire, le sweatshirt était dépourvu de couture latérale.
Comme le tee-shirt, c'est un outil promotionnel souvent imprimé ou brodé avec des logos. Le procédé de flocage déposé par la société « Champion Knitwear » permet dès les années 1930 d'afficher sur le vêtement l'appartenance à une équipe universitaire, un club...
L'orthographe « sweet-shirt », due à une mauvaise prononciation de ce mot d'origine anglaise, est erronée.

## Représentation sociale
Dans le cadre de l'homicide de Trayvon Martin, l'intéressé aurait été perçu comme suspect car il portait un sweat-shirt à capuche rabattue sur la tête. Un journaliste de la chaîne américaine Fox News, a imputé à la victime et ses choix vestimentaires la réaction de son tueur. Les opposants à la remise en liberté de ce dernier ont notamment manifesté en scandant : « Hoodies don't kill. People with guns do » (les sweat-shirts à capuches ne tuent pas, les personnes armées, si).